# Шамони
Шамонѝ (на френски: Chamonix-Mont-Blanc, Шамони Монблан) е град в Източна Франция. Разположен е в департамент От Савоа на регион Рона-Алпи в подножието на връх Монблан. През Шамонийската долина, горна част на Долината на Арв, минава река Арв. Градчето и околностите му са известен зимен курорт, подходящ за всякакви спортове, а през лятото – за планинско катерене и туризъм. Наричано е „Люлката на алпинизма“ и „Меката на алпинизма“. През 1924 г. там се провеждат първите зимни олимпийски игри. Население 9086 жители (2007 г.).